# Chrysophyllum subspinosum
Chrysophyllum subspinosum är en tvåhjärtbladig växtart som beskrevs av Joseph Vincent Monachino. Chrysophyllum subspinosum ingår i släktet Chrysophyllum och familjen Sapotaceae. IUCN kategoriserar arten globalt som starkt hotad. Inga underarter finns listade i Catalogue of Life.